# Gephyromantis azzurrae
Gephyromantis azzurrae is een kikker uit de familie gouden kikkers (Mantellidae). De soort werd voor het eerst wetenschappelijk beschreven door Vincenzo Mercurio en Franco Andreone in 2007. De soort behoort tot het geslacht Gephyromantis.
De kikker is endemisch in Madagaskar. De soort komt voor in het zuiden van het eiland en leeft op een hoogte van 640 tot 689 meter boven zeeniveau. De soort komt ook voor in nationaal park Isalo.
Zes mannelijke exemplaren hadden een lengte tussen de 37,2 en 43,7 millimeter.